# Імітатор (фільм, 1990)
«Іміта́тор» (рос. «Имитатор») — український радянський художній фільм 1990 року, який зняв режисер Олег Фіалко на кіностудії імені Олександра Довженка. Фільм знято в жанрі сатиричної кінокомедії.

## Сюжет
Молодий чоловік Ігор Луценко (Ігор Скляр) вміє добре імітувати голоси. Користуючись цією здатністю, він телефоном видає себе за інших людей. Спочатку він допомагає чиновнику Льву Козаку, який обіцяв Ігорю, що той стане артистом. Потім він використовує дар уже у власних інтересах, сприяючи своєму бізнесу. Між Луценком і Козаком виникає конфлікт, який переростає у відкриту ворожнечу. Козак, використовуючи зв'язки, запроторює Луценка в психіатричну лікарню, а Ігор, застосувавши свій творчий хист і викликавши неймовірні та масштабні події, робить зі свого ворога справжнього божевільного…

## У ролях
- Ігор Скляр —  Ігор Луценко
- Наталя Лапіна —  Світлана, актриса
- Олексій Жарков —  Лев Козак
- Людмила Гурченко —  Співачка
- Сергій Сивохо —  актор у сцені з Дикого Заходу
- Маргарита Криницина —  голова художньої ради
- Людмила Лобза —  Людмила, дружина Козака
- Ернст Романов —  Микола Петрович
- Петро Сорокін —  Петро Опанасович Сорокін, масажист
- Ірина Азер —  Хільда Бауер
- Богдан Бенюк —  майор Костюкоев
- Ніна Шаролапова —  прибиральниця
- Владислав Лістьєв —  камео
- Володимир Мукусев —  камео
- Георгій Дворніков
- Микола Гудзь —  Ігнатенко
- Ніна Ільїна
- Геннадій Болотов
- Йосип Найдук
- Катерина Крупєннікова
- Анатолій Пурцеладзе

## Творча група
- Автори сценарію: Юрій Мамін, В'ячеслав Лейкін, Віктор Копилець, Олег Фіалко
- Режисер-постановник: Олег Фіалко
- Оператор-постановник: Олександр Золотарьов
- Композитор: В'ячеслав Назаров

## Цікаві факти
- Фільм був знятий за рік до розпаду СРСР, однак в ньому широко використовується українська національна символіка.